# Table ronde du roi Arthur
La Table ronde du roi Arthur est une henge du Néolithique située dans le village britannique d’Eamont Bridge, dans le comté anglais de Cumbria. Elle fait partie des propriétés de l’English Heritage.

## Description

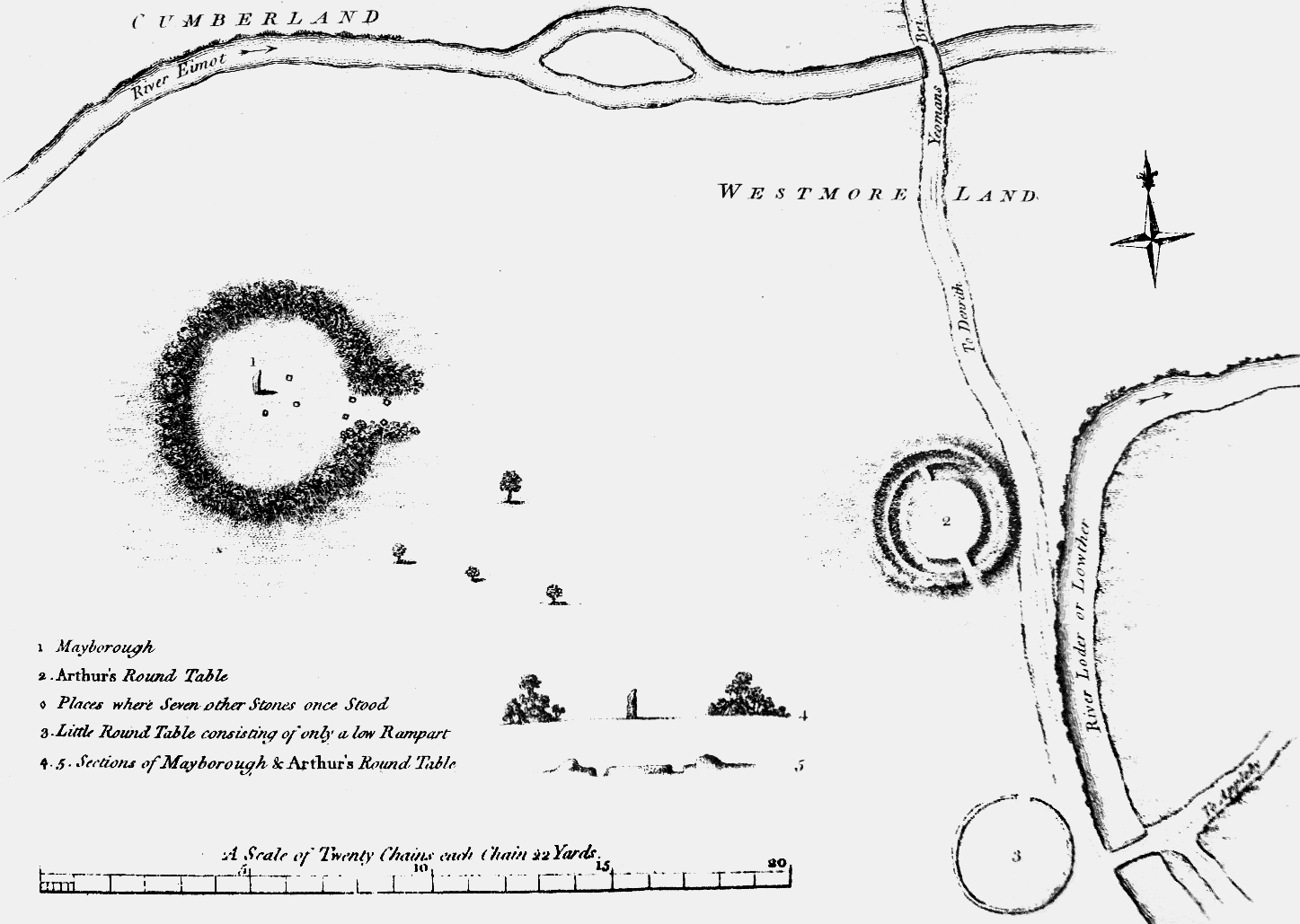
Plan de 1769 par Thomas Pennant, avec Mayburgh et la Table ronde du roi Arthur.

La henge fait 90 mètres de diamètre. Elle possédait deux entrées, dont seule la sud-est est conservée, l’autre ayant été détruite pour le passage d’une route (la B5320, ancienne A592 (en)) et la construction voisine d’un hôtel (nommé Crown Hotel). L’anneau mesure 1,5 mètre de haut pour 9 mètres de large, et descend jusqu’à 1,4 mètre de profondeur, d’après les fouilles effectuées en 1937 et 1939. William Stukeley a noté deux menhirs à l’extérieur, au niveau de l’entrée nord, qui n’existent plus.
Des tentatives de transformer le site en un jardin paysager au XIXe siècle sont la cause d’un plateau surélevé au centre. Une fosse d’incinération, contenant des ossements, a été identifiée en son centre au cours des fouilles dans les années 1930 ; elle mesurait 2,4 mètres de long, 0,8 mètre de large seulement 25 centimètres de profondeur, et était peut-être couverte par une structure en pierre.
Une autre henge nommée la « Petite Table ronde » existait à 200 mètres au sud, mais a été détruite au XIXe siècle. À l’ouest se trouve celle de Mayburgh, faisant penser à un territoire rituel comme aux henges de Thornborough (en) ou à la  plaine de Salisbury.

## Informations externes
- « King Arthur's Round Table » sur le site britainexpress.com.

- (en) Cet article est partiellement ou en totalité issu de l’article de Wikipédia en anglais intitulé « King Arthur's Round Table, Cumbria » (voir la liste des auteurs).